# C 대체 토큰
C 대체 토큰은 C의 공용 연산자를 다르게 부르는 말의 세트를 일컫는 말이다. 이 대체 토큰은 iso646.h 헤더 안의 C 표준 라이브러리내 매크로 상수 모음에 의해 실행된다. 이 토큰은 1995년 개정된 C90 표준에 처음 추가되었다.
대체 토큰을 통하여 프로그래머에게 하여금 일부 국제 표준과 비쿼티 키보드에선 입력하기 어려울 수 있는 C언어의 비트 및 논리 연산자를 쓸 수 있도록 해준다. 많은 지역적 차이로 구성된 7비트 문자가 담긴 ISO/IEC 646 표준을 참조하는 이 헤더 파일의 이름 중 일부는 C 연산자에 의해 쓰이는 문장 부호를 대체하는 악센트 문자가 있다.

## 매크로
iso646.h 헤더는 아래에 기술된대로 11개의 매크로를 정의한다.
| 매크로 | 정의 |
| ------ | ---- |
| and    | &&   |
| and_eq | &=   |
| bitand | &    |
| bitor  | \|   |
| compl  | ~    |
| not    | !    |
| not_eq | !=   |
| or     | \|\| |
| or_eq  | \|=  |
| xor    | ^    |
| xor_eq | ^=   |